# Meta Ditzel

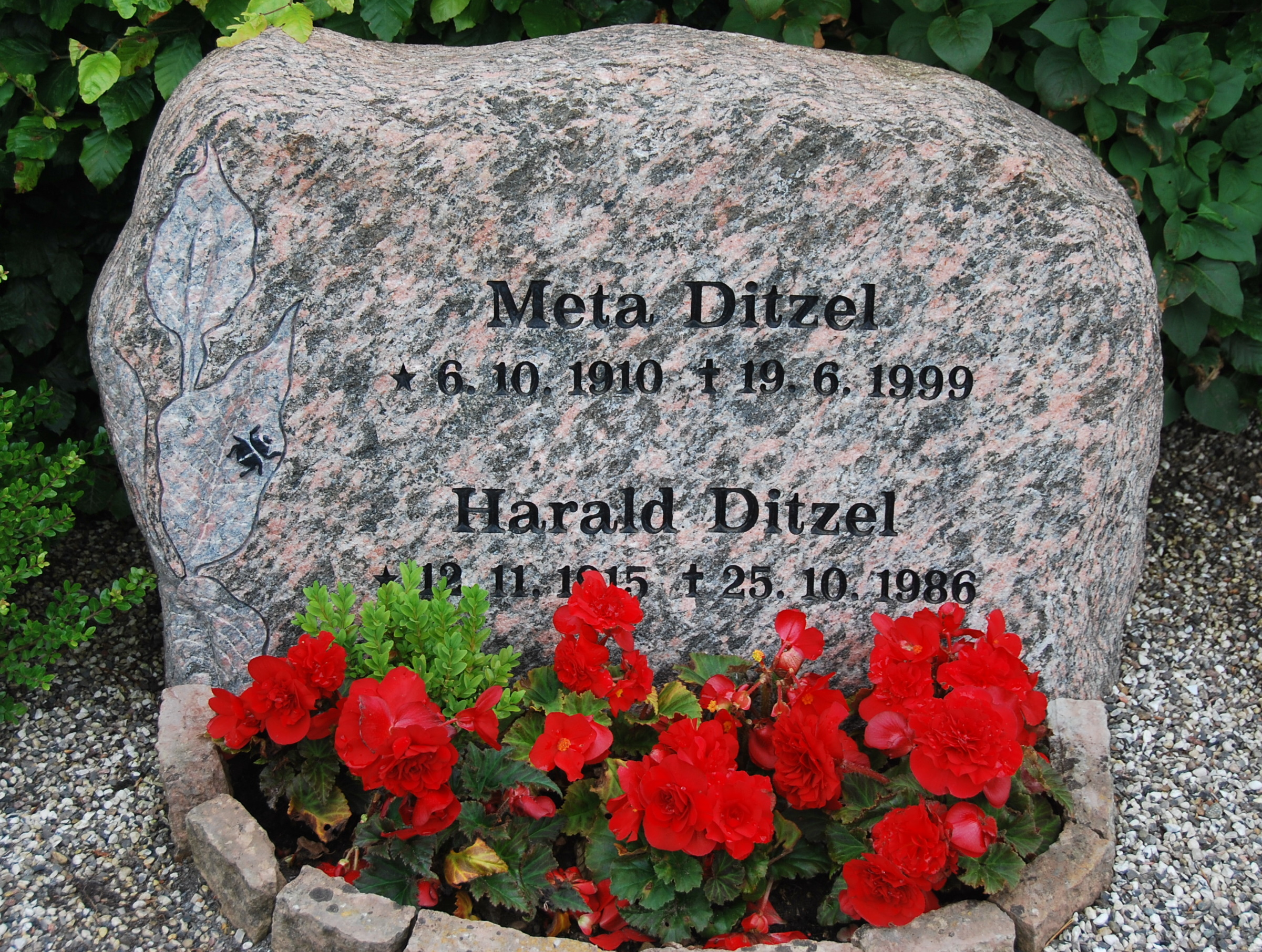
Gravsten för Meta och Harald Ditzel på Viborg Kirkegård.

Meta Katrine Nedergaard Ditzel, född 6 oktober 1910 i Tarm, död 19 juni 1999 i Viborg i Danmark, var en dansk lärare, kvinnosakskämpe, fredsaktivist och politiker för Det Radikale Venstre. Hon var folketingsledamot 1968–1975.
Meta Ditzel var dotter till läraren Jørgen Christensen Nedergaard (1883–1972) och Thomasine Marie Nielsen (1883–1956). Hon tog förberedelseexamen 1926 och lärarexamen från Th. Langs Seminarium 1931. Hon tog sedan studentexamen som privatist 1934, studerade gymnastik på Statens gymnastikinstitut (1937–1938) och tog examen philosophicum från Århus universitet 1941. Hon blev anställd som lärare i Viborgs kommun 1934, och blev sedan befordrad till överlärare (1950) respektive vice skolinspektör (1957).
Ditzel var engagerad i Dansk Kvindesamfund och var ordförande av förbundets lokalavdelning i Viborg (1940–1968) samt ledamot i förbundsstyrelsen (1959–1969). Hon var författare till romanen Thi Adam dannedes først (1942), där kvinnors splittring mellan äktenskap och karriär skildrades. Hon var även fredsaktivist och medlem i Internationella kvinnoförbundet för fred och frihet och Kvinder for Fred. Hon skildrade fredsrörelsen i boken Den offentlige mening og fredsbevægelsen (1983). Som fredsaktivist uppmärksammades hon av den danska underrättelsetjänsten Politiets Efterretningstjeneste (PET) 1969 efter att hon deltagit i Östersjöveckan och blivit medlem i Selskabet Danmark-DDR. Hon besökte Sovjetunionen 1971 och deltog i Världsfredsrådets konferenser i Moskva (1973) och Sofia (1974). Hon var sedan en av initiativtagarna till upprättandet av den Moskvakontrollerade fredsorganisationen SAK 1974.
Ditzels politiska karriär började i Radikal Ungdom, där hon satt i förbundsstyrelsen (1943–1944) och var ordförande av förbundets kvinnokommitté (1946). Hon var sedan ledamot i partiets nomineringsgrupp i Viborgs valkrets (1948–1969, varav som ordförande 1962–1969) och ledamot i partistyrelsen (1967–1968). Hon var folketingsledamot 1968–1975 och engagerade sig främst i freds– och säkerhetspolitik och förespråkade militär nedrustning. Hon tog även parti för människor i prekära situationer, däribland romerna, som ledde till en hetsig debatt i danska medier.